# Glockenberg 7 (Coburg)

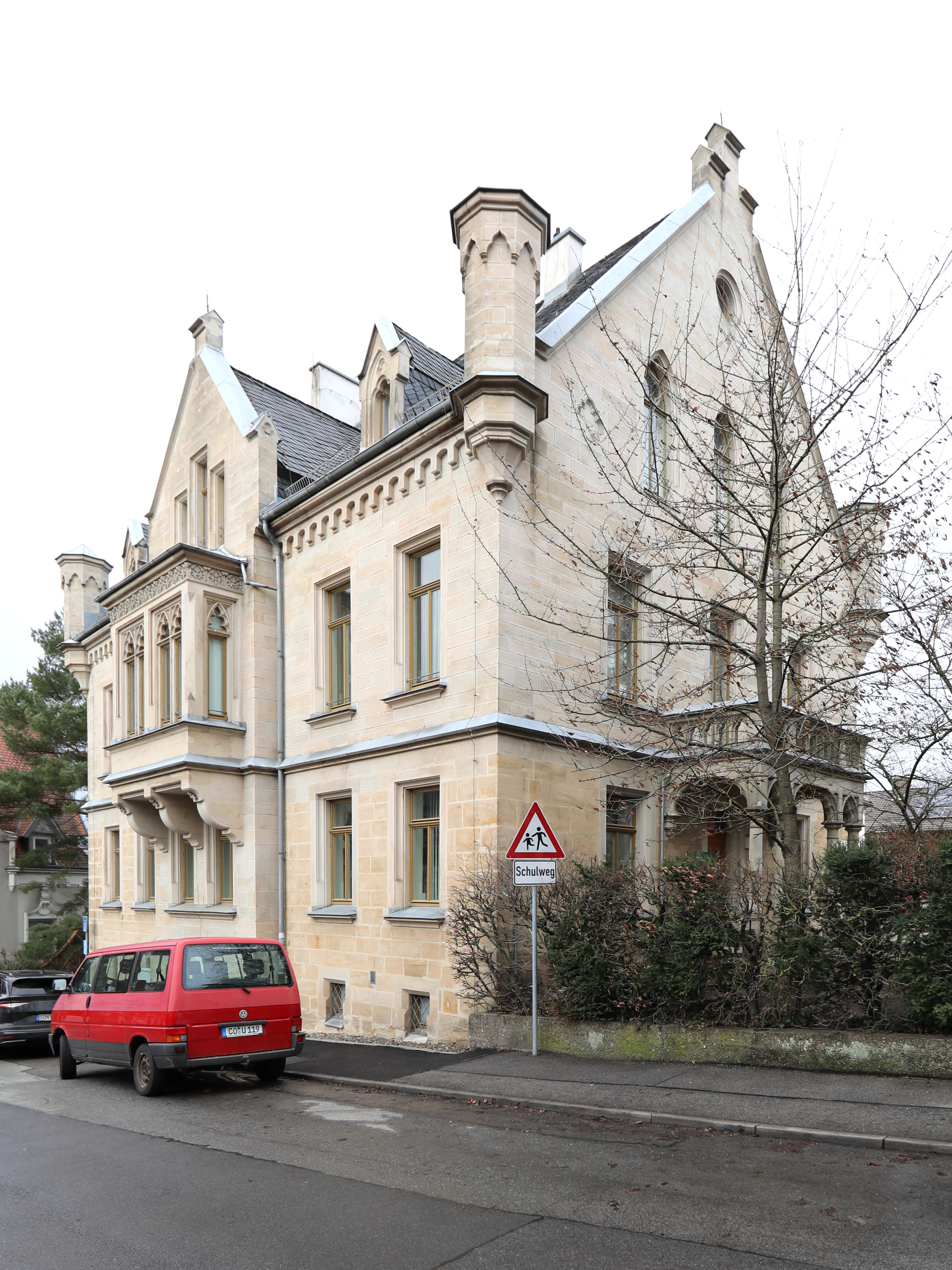
Glockenberg 7, Forstamt Coburg

Das Forstamt-Gebäude Glockenberg 7 steht in der oberfränkischen Stadt Coburg. Der denkmalgeschützte, zweigeschossige Traufseitbau wurde 1879/1880 im neugotischen Stil errichtet. Er ist Sitz des Forstbetriebs Coburg (Forst- und Domänenamt) der Bayerischen Staatsforsten.

## Geschichte
Das 1879/1880 nach Plänen des Coburger Stadtbaurates Julius Martinet für die Herzogliche Domänenverwaltung errichtete Gebäude ersetzte eine Glockengießerei mit einem Wohnhaus. Die herzogliche Glockengießerei wurde 1619 erstmals erwähnt und ging 1833 in das Eigentum des letzten Glockengießers Johann Friedrich Albrecht über. Im Jahr 1855 wurde sie stillgelegt. In der Folge erwarb der herzogliche Baurat Vincenz Fischer-Birnbaum das Anwesen und nutzte das Glockengießerhaus als Wohnsitz, bis er es 1874 an die Herzogliche Domänenverwaltung veräußerte. Im Jahr 1919 wurde der Freistaat Coburg gemäß dem Abfindungsvertrag mit dem Herzog Carl Eduard Eigentümer des Domänengutes, das 1920 auf den Freistaat Bayern überging. Ab 1928 war das Haus Sitz des Bayerischen Forst- und Domänenamtes Coburg. 2005 folgte die Umbenennung in Forstbetrieb Coburg (Forst- und Domänenamt). Der Forstbetrieb bewirtschaftet ca. 7500 Hektar Staatswälder und ca. 1000 Hektar landwirtschaftliche Flächen, die früheren Domänen.

## Architektur
Das in Sandstein neugotisch gestaltete Gebäude steht in Hanglage am Glockenberg. Es ist ein zweigeschossiger, traufständiger Satteldachbau mit einem Tiefparterre auf einem L-förmigen Grundriss. Die Ecken des Hauptgebäudes tragen an der Dachkante angesetzte Polygonaltürmchen. Ein mittiger Zwerchhausrisalit, aus dem im zweiten Obergeschoss ein zweiachsiger Kastenerker auf drei Konsolen ragt, betont die Traufseite mit ihren sechs Fensterachsen. Die westliche Giebelfront prägt im zweiten Obergeschoss ein mittiger, polygonaler Kastenerker. Die östliche Giebelfront hat ein Portal, das von einer viersäuligen Balusteraltane überbaut ist, deren Achse sich nach oben hin in drei Maßwerkfenstern und einem Giebel mit kleinem Treppenaufsatz fortsetzt. Ein Blendbogenfries läuft unter den Dachtraufen entlang.
An das Hauptgebäude schließt sich winkelförmig der Nebenflügel an. Der kurze Satteldachbau mit einer Achse Doppelfenster führt die Elemente des Haupttrakts weiter.